# Ministry (magazine)
Ministry - ou Le ministère - est un magazine international mensuel publié par l'association pastorale de l'Église adventiste du septième jour pour les pasteurs adventistes et les ministres du culte des autres confessions chrétiennes. Le mot " ministère "  vient du mot latin ministerium, lui-même une traduction du mot grec diakonos qui signifie " serviteur " (au sens générique, homme ou femme). 

## Histoire
En 1928, Arthur Daniells, le dirigeant mondial de l'association pastorale de l'Église adventiste, fonda Ministry. Il créa le magazine pour aider les pasteurs adventistes à développer une plus grande vie dévotionnelle, enrichir leur compréhension des enseignements bibliques et affiner leurs compétences professionnelles. Le théologien et historien Leroy Froom fut le premier rédacteur en chef du Ministry.
Depuis 1975, l'association pastorale offre des abonnements gratuits du Ministry aux ministres de culte chrétiens et juifs, favorisant ainsi des échanges de points de vue. Occasionnellement, des articles d'auteurs non adventistes sont publiés dans la revue. 
Depuis 1998, Ministry organise des séminaires de formation continue pour les pasteurs et les étudiants en théologie. Ces programmes furent retransmis par satellite à travers le monde, dans des universités et des églises adventistes. Depuis quelques années, ils sont retransmis sur le réseau de télévision adventiste, Hope Channel. De ce fait, les séminaires sont désormais accessibles à tout le monde. Les formateurs adventistes et d'autres confessions chrétiennes sont des experts dans des domaines pratiques du pastorat comme la prédication, la prière, la méditation chrétienne, le conseil conjugal, l'herméneutique, ou le soutien spirituel.
Ministry fait aussi la promotion d'ouvrages publiés ou suggérés par l'association pastorale adventiste, utiles au développement professionnel des pasteurs.      

## Ligne éditoriale
Ministry est un magazine de l'association pastorale adventiste, publié à environ 100 000 exemplaires. Environ 18 000 pasteurs adventistes sont abonnés, et près de 85 000 ministres du culte des autres Églises chrétiennes et du judaïsme le reçoivent à titre gracieux tous les deux mois. Le magazine est publié en anglais, espagnol, portugais, russe, coréen, chinois, japonais et indonésien. Depuis avril 2009, il est disponible en français.
Aujourd'hui, les lecteurs de Ministry représentent des personnes de nombreuses confessions religieuses et d'une variété de ministères : pasteurs, évangélistes (professionnels de la prédication), professeurs de théologie, administrateurs, aumôniers, étudiants en théologie et anciens (dirigeants) d'églises locales. Les articles du Ministry couvrent quatre aspects de la vie du ministre du culte adventiste :  
- Vie personnelle - les besoins du pasteur, de son épouse et de sa famille
- Vie professionnelle - les compétences du pasteur (prédication, évangélisation, direction, administration, formation continue, relations, soutien spirituel des fidèles)
- Vie intellectuelle - études textuelles de la Bible et études théologiques (perspectives historiques, bibliques ou systématiques)
- Vie de l'église locale - organisation, planification, cultes d'adoration[8]

## Directeurs de la rédaction
- 1928 - 1950 : Leroy Froom
- 1950 - 1967 : Allan Anderson
- 1967 - 1985 : Robert Spangler
- 1985 - 1995 : David Newman
- 1995 - 2005 : Willmore Eva
- 2005 - présent : Nikolaus Satelmajer